# Donne sull'orlo di una crisi di nervi
Donne sull'orlo di una crisi di nervi (Mujeres al borde de un ataque de nervios) è un film del 1988 scritto e diretto da Pedro Almodóvar, liberamente ispirato da La voce umana di Jean Cocteau.
Il film uscì nelle sale spagnole il 23 marzo 1988. In Italia debuttò sugli schermi nel settembre dello stesso anno, in occasione della 45ª Mostra internazionale d'arte cinematografica di Venezia, dove venne presentato in concorso. Inoltre, ha ottenuto cinque premi Goya su 15 candidature ed è stato candidato all'Oscar al miglior film straniero.

## Trama
A Madrid, la doppiatrice cinematografica Pepa riceve un messaggio d'addio in segreteria telefonica da Iván, suo compagno nella vita e nel lavoro. In tutti i modi cerca di contattarlo per dirgli che è incinta, ma scopre che sta per partire per Stoccolma. Pepa pensa che si sia ricongiunto alla moglie Lucía, appena uscita dal manicomio e ora desiderosa di vendetta per l'abbandono subìto, mentre questa sospetta il contrario, ma entrambe si sbagliano: Iván ha infatti un'altra amante, l'avvocatessa Paulina Morales.
Durante l'arco della giornata Pepa riceve nel suo appartamento, un attico che vuole affittare, diverse visite: la sua amica Candela, in fuga e in cerca d'aiuto dopo aver ospitato a casa sua dei terroristi; Carlos, figlio di Iván, con la sua fidanzata Marisa, casualmente venuti a vedere l'appartamento; Lucía, già menzionata moglie di Iván e madre di Carlos; una coppia di poliziotti che indagano sui terroristi insospettiti da una telefonata anonima; il tecnico che deve riparare il telefono che Pepa aveva precedentemente gettato dalla finestra.
Lucía, saputa la verità, va all'aeroporto armata di pistola con l'intenzione di uccidere Iván, ma Pepa, dopo aver tentato inutilmente di dissuaderla, riesce a disarmarla e a salvare la vita di Iván. Finalmente Pepa può parlargli, ma dopo tutto quello che è accaduto è esausta e decide che ciò che doveva dirgli non è più importante; dunque, torna a casa e continua la sua vita senza di lui.

## Collegamenti ad altri film di Almodóvar
Nel 2009 il regista omaggia se stesso nel film Gli abbracci spezzati. Infatti i protagonisti sono un regista ed un'attrice (interpretati da Lluís Homar e Penélope Cruz) che girano un film intitolato Chicas y maletas (Ragazze e valigie), una sorta di parodia di Donne sull'orlo di una crisi di nervi. Appare anche Rossy de Palma, che però questa volta interpreta la pazza ex-moglie di Iván.

## Curiosità
- Pedro Almodóvar ha lavorato per dieci anni per la compagnia telefonica nazionale spagnola. Egli considera questo film una feroce critica contro il telefono e la segreteria telefonica che in realtà aiutano i bugiardi.[1]
- Il regista ha dato questa definizione al film: "Una commedia sofisticata, molto sentimentale. Qualunque stramberia appare verosimile se implica dei sentimenti. L'emozione sentimentale è sempre il miglior veicolo per raccontare qualunque storia. E l'allegria, ovviamente, lo stavo dimenticando. Perché da una commedia, di qualunque tipo essa sia, deve traspirare allegria".[1]
- La canzone sui titoli di testa "Soy infeliz" è interpretata da Lola Beltrán.
- Il film che viene doppiato in alcune scene è Johnny Guitar.
- Nel 1989 Jane Fonda acquisisce i diritti per un remake statunitense. Il film, che avrebbe dovuto avere lei come protagonista e Herbert Ross come regista, non verrà mai realizzato.[2]

## Riconoscimenti
- 1989 - Premio Oscar
  - Candidatura Miglior film straniero (Spagna)
- 1989 - Golden Globe
  - Candidatura Miglior film straniero (Spagna)
- 1989 - British Academy Film Award
  - Candidatura Miglior film straniero (Spagna)
- 1989 - Premio Goya
  - Miglior film
  - Miglior attrice protagonista a Carmen Maura
  - Miglior attrice non protagonista a María Barranco
  - Miglior sceneggiatura originale a Pedro Almodóvar
  - Miglior montaggio a Josè Salcedo
  - Candidatura Miglior regista a Pedro Almodóvar
  - Candidatura Miglior attore non protagonista a Guillermo Montesinos
  - Candidatura Miglior attrice non protagonista a Julieta Serrano
  - Candidatura Miglior produzione a Esther García
  - Candidatura Miglior fotografia a José Luis Alcaine
  - Candidatura Miglior colonna sonora a Bernardo Bonezzi
  - Candidatura Miglior scenografia a Félix Murcia
  - Candidatura Migliori costumi a José María Cossío
  - Candidatura Miglior trucco e acconciatura a Gregorio Ros e Jesús Moncusi
  - Candidatura Miglior sonoro a Gilles Ortion
  - Candidatura Migliori effetti speciali a Reyes Abades
- 1988 - Mostra internazionale d'arte cinematografica
  - Osella d'oro a Pedro Almodóvar
  - In concorso per il Leone d'oro al miglior film
- 1988 - National Board of Review Awards
  - Miglior film straniero (Spagna)
- 1988 - New York Film Critics Circle Awards
  - Miglior film straniero (Spagna)
  - Candidatura Miglior attrice a Carmen Maura
- 1988 - European Film Awards
  - Miglior film giovane a Pedro Almodóvar
  - Miglior attrice a Carmen Maura
  - Candidatura Miglior scenografia a Félix Murcia
- 1989 - David di Donatello
  - Miglior regista straniero a Pedro Almodóvar
  - Candidatura Miglior film straniero a Pedro Almodóvar
  - Candidatura Miglior sceneggiatura straniera a Pedro Almodóvar